# Kamouh el Hermel
Kamouh el Hermel, Piramida lui Hermel (cunoscută și ca Piramida lui Dumnezeu, Casa lui El, Pâlnia lui Hermel sau Acul lui Hermel) este o piramidă antică situată la 6 kilometri (3,7 mi) sud de Hermel în Guvernoratul Baalbek-Hermel, Liban.